# Omar Marmoush
Omar Khaled Mohamed Marmoush (en árabe: عمر خالد محمد مرموش; El Cairo, 7 de febrero de 1999) es un futbolista egipcio que juega de delantero para el Manchester City de la Premier League.

## Trayectoria
Comenzó su carrera deportiva en el Wadi Degla S. C. egipcio en 2016, fichando un año después por el VfL Wolfsburgo II. El 26 de mayo de 2020 debutó en la Bundesliga con el primer equipo del Wolfsburgo, en la victoria de su equipo por 1-4 frente al Bayer Leverkusen.
En enero de 2021 se fue cedido al F. C. St. Pauli de la 2. Bundesliga, y en agosto de 2021 volvió a salir cedido, en esta ocasión al VfB Stuttgart de la Bundesliga.
El 15 de mayo de 2023 firmó un contrato con el Eintracht Fráncfort hasta 2027. En su primera temporada en el equipo marcó diecisiete goles y en la segunda mejoró sus registros, en tan solo media campaña, con veinte tantos y catorce asistencias en 26 encuentros.

### Manchester City
Es por ello que en enero de 2025 dejó el club después de ser traspasado al Manchester City F. C. Su debut en Inglaterra se produjo el 25 de enero en un triunfo contra el Chelsea F. C. en la Premier League. En esta competición consiguió un triplete en catorce minutos frente al Newcastle United F. C. y otro tanto suyo ante el AFC Bournemouth fue elegido como mejor gol de la temporada.
Pocos jugadores consiguen cambiar de club en enero, pero Omar Marmoush lo logró. Aportó su personalidad al ataque del Manchester City, terminando la temporada con 28 goles y 17 asistencias en todas las competiciones con ambos clubes.

## Selección nacional
Fue internacional sub-20 y sub-23 con la selección de Egipto, antes de convertirse en internacional absoluto el 8 de octubre de 2021 en un partido de clasificación para la Copa Mundial de 2022 frente a la selección de Libia, que terminó con victoria por 1-0 de Egipto, marcando Marmoush el único gol del partido. Dos meses después, el 29 de diciembre, fue convocado para la Copa Africana de Naciones 2021.

## Estadísticas

### Clubes
Actualizado al último partido disputado el 25 de mayo de 2025.
| Club                             | Div.          | Temporada     | Liga  | Liga  | Liga   | Copas nacionales | Copas nacionales | Copas nacionales | Copas internacionales | Copas internacionales | Copas internacionales | Total | Total | Total  |
| Club                             | Div.          | Temporada     | Part. | Goles | Asist. | Part.            | Goles            | Asist.           | Part.                 | Goles                 | Asist.                | Part. | Goles | Asist. |
| -------------------------------- | ------------- | ------------- | ----- | ----- | ------ | ---------------- | ---------------- | ---------------- | --------------------- | --------------------- | --------------------- | ----- | ----- | ------ |
| Wadi Degla S. C. · Egipto        | 1.ª           | 2015-16       | 1     | 0     | 1      | —                | —                | —                | —                     | —                     | —                     | 1     | 0     | 1      |
| Wadi Degla S. C. · Egipto        | 1.ª           | 2016-17       | 15    | 2     | 0      | 2                | 1                | 0                | —                     | —                     | —                     | 17    | 3     | 0      |
| Wadi Degla S. C. · Egipto        | Total club    | Total club    | 16    | 2     | 1      | 2                | 1                | 0                | 0                     | 0                     | 0                     | 18    | 3     | 1      |
| VfL Wolfsburgo II · Alemania     | 4.ª           | 2017-18       | 14    | 1     | 0      | —                | —                | —                | —                     | —                     | —                     | 14    | 1     | 0      |
| VfL Wolfsburgo II · Alemania     | 4.ª           | 2018-19       | 5     | 0     | 0      | —                | —                | —                | —                     | —                     | —                     | 5     | 0     | 0      |
| VfL Wolfsburgo II · Alemania     | 4.ª           | 2019-20       | 15    | 9     | 2      | —                | —                | —                | —                     | —                     | —                     | 15    | 9     | 2      |
| VfL Wolfsburgo II · Alemania     | 4.ª           | 2020-21       | 2     | 1     | 0      | —                | —                | —                | —                     | —                     | —                     | 2     | 1     | 0      |
| VfL Wolfsburgo II · Alemania     | Total club    | Total club    | 36    | 11    | 2      | 0                | 0                | 0                | 0                     | 0                     | 0                     | 36    | 11    | 2      |
| VfL Wolfsburgo · Alemania        | 1.ª           | 2019-20       | 5     | 0     | 0      | 0                | 0                | 0                | 1                     | 0                     | 0                     | 6     | 0     | 0      |
| VfL Wolfsburgo · Alemania        | 1.ª           | 2020-21       | 1     | 0     | 0      | 2                | 0                | 0                | 1                     | 0                     | 0                     | 4     | 0     | 0      |
| F. C. St. Pauli · Alemania       | 2.ª           | 2020-21       | 21    | 7     | 2      | —                | —                | —                | —                     | —                     | —                     | 21    | 7     | 2      |
| F. C. St. Pauli · Alemania       | Total club    | Total club    | 21    | 7     | 2      | 0                | 0                | 0                | 0                     | 0                     | 0                     | 21    | 7     | 2      |
| VfL Wolfsburgo · Alemania        | 1.ª           | 2021-22       | 2     | 0     | 0      | 0                | 0                | 0                | —                     | —                     | —                     | 2     | 0     | 0      |
| VfB Stuttgart · Alemania         | 1.ª           | 2021-22       | 21    | 3     | 5      | —                | —                | —                | —                     | —                     | —                     | 21    | 3     | 5      |
| VfB Stuttgart · Alemania         | Total club    | Total club    | 21    | 3     | 5      | 0                | 0                | 0                | 0                     | 0                     | 0                     | 21    | 3     | 5      |
| VfL Wolfsburgo · Alemania        | 1.ª           | 2022-23       | 33    | 5     | 1      | 3                | 1                | 0                | —                     | —                     | —                     | 36    | 6     | 1      |
| VfL Wolfsburgo · Alemania        | Total club    | Total club    | 41    | 5     | 1      | 5                | 1                | 0                | 2                     | 0                     | 0                     | 48    | 6     | 1      |
| Eintracht Fráncfort · Alemania   | 1.ª           | 2023-24       | 29    | 12    | 6      | 3                | 1                | 0                | 9                     | 4                     | 0                     | 41    | 17    | 6      |
| Eintracht Fráncfort · Alemania   | 1.ª           | 2024-25       | 17    | 15    | 9      | 3                | 1                | 2                | 6                     | 4                     | 2                     | 26    | 20    | 13     |
| Eintracht Fráncfort · Alemania   | Total club    | Total club    | 46    | 27    | 15     | 6                | 2                | 2                | 15                    | 8                     | 2                     | 67    | 37    | 19     |
| Manchester City F. C. Inglaterra | 1.ª           | 2024-25       | 16    | 7     | 0      | 4                | 1                | 1                | 2                     | 0                     | 0                     | 22    | 8     | 1      |
| Manchester City F. C. Inglaterra | Total club    | Total club    | 16    | 7     | 0      | 4                | 1                | 1                | 2                     | 0                     | 0                     | 22    | 8     | 1      |
| Total carrera                    | Total carrera | Total carrera | 197   | 62    | 26     | 17               | 5                | 3                | 19                    | 8                     | 2                     | 221   | 75    | 31     |

### Tripletes
| 1 | 3 de noviembre de 2019 | AOK, Wolfsburgo                  | VfL Wolfsburgo II - Hannoverscher SC |  | 5 - 0 | Regionalliga Nord 2019-20 |
| 2 | 15 de febrero de 2025  | Ciudad de Mánchester, Mánchester | Manchester City - Newcastle United   |  | 4 - 0 | Premier League 2024-25    |

## Palmarés

### Distinciones individuales
| Distinción                        | Año  |
| --------------------------------- | ---- |
| Premier League Goal of the Season | 2025 |